# ラジオアイソトープ検査
ラジオアイソトープ検査（ラジオアイソトープけんさ）とは、ラジオアイソトープ(radioisotope)を用いた検査のこと。略してRI検査ともいい、こちらの方が通常使われている。
体外からの計測によらない検査と、体外からの計測による検査（シンチグラム）とがある。シンチグラムのうち、画像化まで行うものをシンチグラフィと呼ぶ。
一般的にはRI検査とシンチグラフィとをほぼ同義語として使われることが多いが、医療現場では、それぞれは区別して使用している。なお、医療現場では、シンチグラフィも包括してシンチグラムと呼ばれることも多く、診療報酬点数表でもシンチグラムと表記されている。
RI検査のうち、体外からの計測によらない検査には、循環血液量測定、血漿や血球量の測定、赤血球や血小板などの寿命測定などがある。
シンチグラムやシンチグラフィについては、それぞれの項を参照のこと。

## 参考資料
- 診療報酬点数表[要文献特定詳細情報]